# Philippe Lazar
 (février 2014).
Philippe Lazar, né le 21 avril 1936 à Paris, est un statisticien et haut fonctionnaire français. Acteur important de la politique de recherche en France dans les années 1980-2000, il est directeur général de l'Inserm et président de l'Institut de recherche pour le développement (IRD, ex-ORSTOM) puis conseiller-maître à la Cour des comptes.

## Biographie
Lauréat du concours général en thème latin en 1952, diplômé de l'École polytechnique en 1956, Philippe Lazar s'oriente vers la recherche en statistique appliquée aux sciences biologiques et médicales et vers l'épidémiologie. Il intègre l'Institut national d'hygiène en 1960, avant que celui-ci ne devienne l'Institut national de la santé et de la recherche médicale (INSERM) en 1964. Il devient directeur de recherche à l'INSERM, ainsi que professeur à l’Institut de statistique des universités de Paris. Après une année de présence à l'École de santé publique de l'université Harvard (USA) en tant que professeur invité, il est nommé, en 1977, directeur d'une unité INSERM sur les recherches épidémiologiques et statistiques sur l'environnement et la santé. En 1982, à la suite du colloque national « recherche et technologie » initié par Jean-Pierre Chevènement et dont il est le rapporteur général, il devient directeur général de l'INSERM (1982-1996). Il est à ce titre le maitre d'œuvre de la mise en place du Comité consultatif national d'éthique pour les sciences de la vie et de la santé (CCNE) en 1983. Philippe Lazar est ensuite nommé président du Conseil d'administration de l'Institut de recherche pour le développement (IRD ex-ORSTOM), fonction qu'il occupe de 1997 à 2001. Il est finalement nommé Conseiller-maître en service extraordinaire à la Cour des comptes, de 2001 à 2005.
Il est depuis 2007 le président de la Société des Amis du Palais de la Découverte et également président du conseil scientifique de l'Espace des sciences à Rennes ainsi que membre du comité d'honneur de l'Association pour le droit de mourir dans la dignité (ADMD).

## Distinctions
- Commandeur de l'ordre national du Mérite (1999)
- Officier de la Légion d'honneur (1994)
- Chevalier de l'ordre des Arts et des Lettres (1994)

## Ouvrages
- Quatre ouvrages de méthodologie statistique, éditions Flammarion-médecine/sciences.
- Les Explorateurs de la santé, voyage au centre de la recherche médicale, éditions Odile Jacob, 1989,  (ISBN 2738100678).
- Pathologie industrielle: Approche épidémiologique, éditions Flammarion médecine, 1992,  (ISBN 2257102614).
- L'Éthique biomédicale en question, éditions Liana Lévi, 1996,  (ISBN 2867461383).
- La République a-t-elle besoin de savants ?, avec Michel Dodet et Pierre Papon, aux Presses universitaires de France, 1998,  (ISBN 2130493548).
- Autrement dit laïque, éditions Liana Lévi, 2004,  (ISBN 2867463483).
- Court traité de l'âme, éditions Fayard, 2008,  (ISBN 2213636168).